# Erick Thohir
Erick Thohir (sinh ngày 30 tháng 5 năm 1970 tại Jakarta, Indonesia) là một doanh nhân, nhà hoạt động từ thiện và chính trị gia người Indonesia. Ông hiện đang giữ chức vụ Bộ trưởng Bộ Doanh nghiệp Nhà nước kiêm Chủ tịch Hiệp hội bóng đá Indonesia. Ông cũng là nhà sáng lập Tập đoàn Truyền thông Mahaka, và cũng từng là chủ sở hữu kiêm Chủ tịch của câu lạc bộ bóng đá Inter Milan và D.C. United. Ông cũng là người đồng sở hữu của hai câu lạc bộ Oxford United và Persis Solo, cùng với Kaesang Pangarep, con trai của Tổng thống Joko Widodo. Ông cũng từng là Chủ tịch Ủy ban Olympic Indonesia. Năm 2019, ông trở thành ủy viên của Ủy ban Olympic quốc tế (IOC). Ông hiện nay đang là ủy viên của Ban Chấp hành Trung ương FIBA.

## Tiểu sử và đời tư
Erick Thohir sinh ngày 30 tháng 5 năm 1970 tại Jakarta, Indonesia. Cha ông, Teddy Thohir từng là đồng sở hữu của Astra International cùng với William Soeryadjaya. Ông có một người anh trai tên là Garibaldi Thohir, và một người em gái tên là Rika Thohir.
Ông có bằng Thạc sĩ Quản trị Kinh doanh tại Đại học Quốc gia, California, Hoa Kỳ vào năm 1993.

## Sự nghiệp

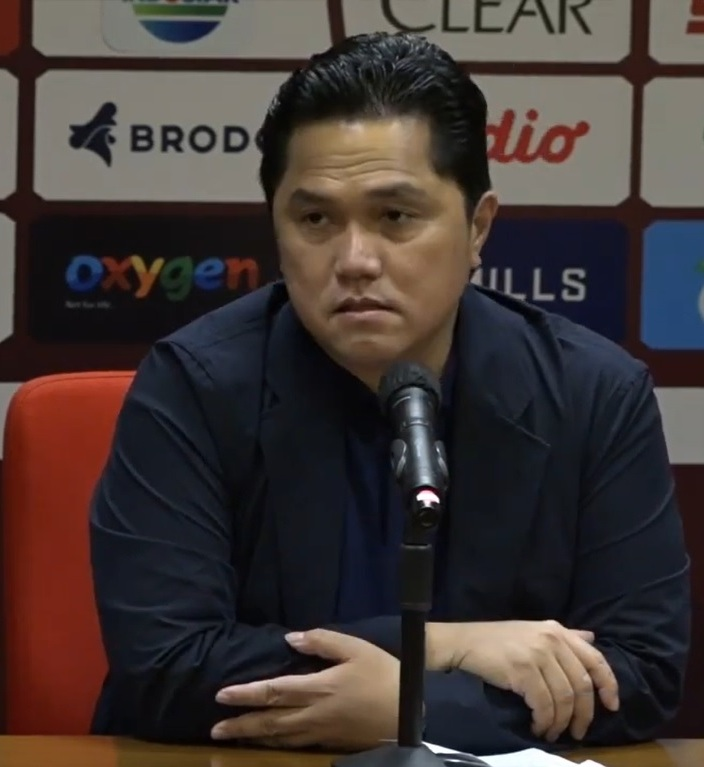
Erick Thohir trong một buổi họp báo của PSSI vào năm 2023

Sau khi trở về Indonesia, ông cùng với cùng với các đồng nghiệp của mình thành lập Tập đoàn Truyền thông Mahaka. Vào năm 2001, Mahaka Group đã mua thành công tờ Republika, một tờ báo Hồi giáo lớn nhất ở Indonesia lúc bấy giờ. Ông nhận được sự ủng hộ từ chính cha mình, nhà sáng lập tờ báo Kompas Jakob Oetama và nhà sáng lập tờ báo Jawa Pos Dahlan Iskan để điều hành tờ báo này. Ngoài ra, ông cũng là nhà sáng lập Quỹ Darma Bakti Mahaka.
Năm 2011, ông cùng với Anindya Bakrie đồng sáng lập mạng truyền thông tvOne và trang tin tức internet VIVA.co.id. Năm 2014, ông tham gia vào dự án cải tổ và trở thành Tổng Giám đốc điều hành của kênh ANTV kể từ năm 2019.
Năm 2018, đương kim Tổng thống Indonesia Joko Widodo đã bầu Erick Thohir làm người đứng đầu cho chiến dịch tái tranh cử của ông trong cuộc bầu cử Tổng thống Indonesia năm 2019.
Năm 2019, ông cùng 10 thành viên khác được bầu vào Ủy viên Ủy ban Olympic quốc tế (IOC).
Năm 2023, ông được bầu làm Chủ tịch của Hiệp hội bóng đá Indonesia.

## Các đội tuyển thể thao đã từng sở hữu

### Các câu lạc bộ bóng rổ
- Philadelphia 76ers (đã từng sở hữu, cho đến năm 2013)[7]
- Satria Muda[7]

### Các câu lạc bộ bóng đá
- D.C. United (đã từng sở hữu, cho đến năm 2018)[3][13]
- Inter Milan (đã từng sở hữu, cho đến năm 2019)[2]
- Oxford United (đồng sở hữu với Anindya Bakrie)[14]
- Persis Solo (đồng sở hữu với Kaesang Pangarep)